# Actio quod metus causa
Die actio quod metus causa (lat. metus = Zwang) diente im antiken römischen Recht als Rechtsbehelf der Wiederherstellung des alten Zustandes (restitutio in integrum), wenn aufgrund ausgeübten Zwangs eine Vermögensverschiebung vorgenommen worden war. 
Die dem Wert nach auf das Vierfache des Vermögenswertes gerichtete Pönalklage verfolgte (nach heutigem Verständnis) den Tatbestand der Erpressung. Nach Jahresfrist reduzierte sich das Strafmaß auf das Einfache des erlittenen Vermögensnachteils, weil zügiger Rechtsfrieden eintreten sollte. Der Schädiger hatte die Möglichkeit, einer Verurteilung dadurch zu entgehen, dass er dem Geschädigten die abgenötigte Sache entweder freiwillig zurückgab, oder einen Ausgleich mittels restitutiver Maßnahmen verschaffte.
Die actio quod metus causa bezog Dritte in ihren Anwendungsbereich ein, wenn diese selbst zwar keinen Zwang ausgeübt hatten, aber daraus begünstigt worden waren.
Als Urheber des Rechtsbehelfes gilt der republikanische Politiker und Prätor Lucius Octavius, Verfasser der formula octaviana (prätorisches Edikt). Als Einrede formuliert war die exceptio metus.